# Die Mühle von Wijk bij Duurstede
Die Mühle von Wijk bij Duurstede (niederländischer Titel: De molen bij Wijk bij Duurstede) ist der Titel eines Gemäldes des niederländischen Malers Jacob van Ruisdael. Es entstand um 1670 in der Spätphase des Künstlers. Es zeigt eine heute nicht mehr existierende Turmwindmühle in Wijk bij Duurstede. Das Werk gehört seit 1885 der Stadt Amsterdam. Gezeigt wird es als Dauerleihgabe im Amsterdamer Rijksmuseum. Das Gemälde ist eins der bedeutendsten Werke des Malers und war auf vielen internationalen Ausstellungen vertreten.

## Beschreibung
Am Ufer des Lek im Süden der Stadt Wijk bij Duurstede erhebt sich dominierend eine bis in die technischen Einzelheiten korrekt wiedergegebene Turmwindmühle mit Galerie und drehbarer Haube. Sie ruht auf massivem Ziegelmauerwerk in Form eines zylindrischen Corpus und überragt mit ihrer Höhe alle anderen dargestellten Gebäude. Links der Mühle ist das spätmittelalterliche Schloss von Wijk zu erkennen, rechts der Turm der Kirche St. Johannes mit Uhr, allerdings noch ohne Glockenstuhl, der aber schon 1668 eingebaut wurde. Ruisdael scheint also eine Vorzeichnung aus früherer Zeit für sein Bild verwandt zu haben. Heute sind noch Teile der Grundmauern der Mühle museal erhalten und lassen auf eine Höhe von über 20 Metern schließen. In seiner ansonsten realistischen Darstellung hat Ruisdael allerdings damals noch bestehende Reste der Stadtmauer mit dem Schalkwijker Tor weggelassen. In der unteren rechten Ecke des Bildes liegen am Wasser zwei Mühlsteine, die vermutlich per Schiff angeliefert wurden. Das Flussufer ist durch mehrere Personen bevölkert. Drei unverheiratete Frauen in heller Tracht bewegen sich promenierend in die Richtung zum Schloss, ein Paar weiter vorn flaniert ebenfalls zum Schlosspark mit seinem Pavillon. Links der Bildmitte sind fünf Personen mit zwei Segelschiffen am Ufer beschäftigt, von denen aber nur die Masten über die hölzerne Spundwand der Uferbefestigung hervorragen. Auf dem im Fluss treibenden Segelschiff mit Beiboot am linken Bildrand sind ebenfalls Menschen zu erkennen. Der Wind scheint gerade abgeflaut zu sein, die Segel sind kaum gebläht. Dahinter ist schemenhaft ein weiteres Segelschiff zu erkennen. Diese Schiffe können als kompositorisches Pendant zu der ebenfalls von der Windkraft abhängigen jetzt stillstehenden Windmühle aufgefasst werden. Auf der Galerie ist gerade der Müller durch eine Tür herausgetreten und schaut in die abendliche Sonne. Eine Spezialität Ruisdaels ist die exakte Wiedergabe von realistischen Wolkenformationen, die durch den niedrigen Horizont, auch ein Stilmittel des Malers, eine große Wirkung erzielt. Die Lichtführung im Bild wird durch Lücken in der Wolkendecke bestimmt. So erscheint im flachen Wasser des Vordergrunds mit exakt gemalten realistischen Wellen eine helle, von der Abendsonne beschienene Stelle, ebenso wie die Sonne den oberen Teil der Mühle mit der Figur des Müllers und das Dach des Wohnhauses bescheint. Weitere helle Stellen sind auf der ruhigen Wasseroberfläche des Flusses im Hintergrund zu erkennen. Das Gemälde ist in der Technik Öl auf Leinwand ausgeführt, hat im Querformat die Maße 83 × 101 cm und ist rechts unten mit Ruisdael signiert.

## Deutung

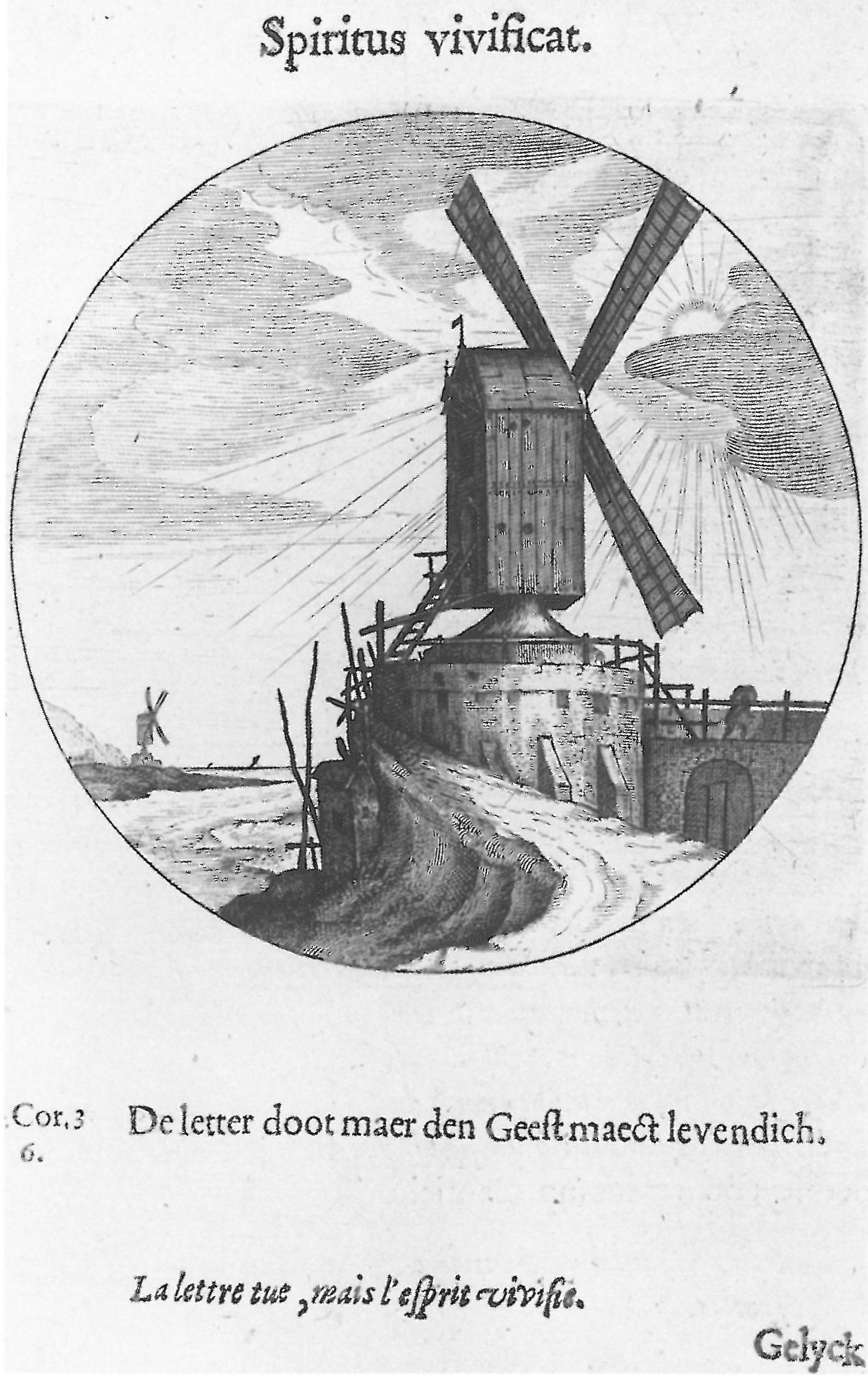
Windmühle als Emblem von Zacharias Heyns aus seinem Werk Emblemata, emblemes christienes, et morales, 1625

Das Bild ist eins der Werke Ruisdaels, in dem die Windmühle eindeutig die Hauptsache des Bildes ist. In der leichten Untersicht, die der Maler einnahm, um die Mühle monumentaler erscheinen zu lassen, wirkt das Bild wie das Porträt eines Helden. Um diese Wirkung noch zu steigern ließ Ruisdael neben dem Schalkwijker Tor, noch ein weiteres Tor der Stadtmauer weg, die Vrouwen Poort (Frauentor) auf dem Deich. Dieses Tor ist auf einer Zeichnung von Wijk bij Duurstede aus dem 18. Jahrhundert noch dargestellt. Ruisdael ersetzt es symbolisch durch die drei Frauen in weißer Tracht, was einen christlichen Bezug haben könnte, denn auf dem Wijker Deich stand auch eine Vrouwen cappel (Kapelle für Frauen). Wie in vielen Bildern Ruisdaels besteht die Komposition auch hier aus einer an einem Bildrand platzierten Nahform, also die Mühle, und eine als Gegengewicht in der anderen Bildhälfte sich zum Horizont hin öffnende Weitsicht zu einer entfernten Landschaft.
Gemeinhin werden Windmühlen als die charakteristischen Elemente der niederländischen Landschaftsmalerei des Goldenen Zeitalters betrachtet. Doch das Bild der Mühle könnte für die Zeitgenossen Ruisdaels auch noch eine tiefere Bedeutung gehabt haben. Die damalige Abhängigkeit des Wohlergehens der Menschen von den Naturkräften, hier die Abhängigkeit vom Wind, war in jener Zeit im Bewusstsein der Menschen und ihrer Moral stark verwurzelt. So taucht die Windmühle oft als Symbol für diese Haltung auf. Der niederländische Buchdrucker und Graveur Zacharias Heyns veröffentlichte 1625 in Rotterdam Drucke mit dem Titel Emblemata, emblemes christienes, et morales. Dort erscheinen Windmühlen als Sinnbild zu dem Wahlspruch Spriritus vivificat. De letter doot maer den Geeſt maect levendich. (Der Buchstabe tötet, der Geist macht lebendig). Der Spruch stammt aus der Bibel (2. Korintherbrief, Kapitel 3, Vers 6). Andere Moralisten beschreiben die Bedeutung der Windmühle mit den Worten Aguntur Spiritu, Ni spriret immota (Alles geschieht durch den Geist, wenn er nicht atmet, steht sie still).

## Provenienz
Das Bild wurde wahrscheinlich am 28. August 1817 in Amsterdam von einem J. Juriaans für 1200 Gulden an einen v. d. Schley verkauft. Der Kunsthändler John Smith aus London wiederum veräußerte es vermutlich am 2. oder 3. Mai 1828 für 262,10 Pfund an den Kunsthändler und Maler Albertus Brondgeest, der es 1833 für 4000 Gulden an den Bankier und Kunstsammler Adriaan van der Hoop verkaufte. Dieser vererbte es 1854 an die Stadt Amsterdam, der es seitdem gehört. Seit dem 30. Juni 1885 ist das Gemälde als Dauerleihgabe im Rijksmuseum ausgestellt. Es trägt die Rijksmuseum-Inventarnummer SK-C-211.

## Ausstellungen
Das Bild wurde auf vielen internationalen Ausstellungen gezeigt.
- 1921 Paris
- 1929 London
- 1945 Amsterdam
- 1945/1946 Rotterdam, Winterausstellung im Museum Boijmans Van Beuningen
- 1946 Brüssel und Antwerpen
- 1950/1951 Paris
- 1981/1982 Den Haag und Cambridge
- 1987/1988 Amsterdam, Boston und Philadelphia
- 2000 Amsterdam
- 2005/2006 Los Angeles County Museum of Art, Philadelphia Museum of Art und Royal Academy of Arts, London